# Paco Plaza
Francisco Plaza Trinidad (Valencia, 8 febbraio 1973) è un regista spagnolo.

## Biografia
Paco Plaza si diploma in Regia cinematografica a Madrid e si laurea quindi in Scienze della formazione a Valencia. La sua carriera da regista inizia con dei cortometraggi che lo lanciarono nel mondo del cinema. Esordisce nel 1995 con il film Tropismos, ma non ha molto successo. Deve aspettare il 2003 per dirigere Second Name e il 2004 per I delitti della luna piena. Il suo lavoro successivo, realizzato con la collaborazione di Jaume Balagueró, esce nel 2007 e si intitola Rec. Successivamente dirige Rec 2 e Rec 3 - La genesi.

## Filmografia

### Regista
- Tropismos (1995) - cortometraggio
- Tarzán en el Café Lisboa (1997) - cortometraggio
- Abuelitos (1999) - cortometraggio
- Puzzles (2001) - cortometraggio
- OT: la película (2002) - documentario
- Second Name (El segundo nombre) (2003)
- I delitti della luna piena (Romasanta) (2004)
- Film per non dormire - Racconto di Natale (Películas para no dormir: Cuento de navidad) (2005) - film TV
- Rec (2007), co-regia di Jaume Balagueró
- Rec 2 (2009), co-regia di Jaume Balagueró
- Rec 3 - La genesi (REC 3: Génesis) (2012)
- Veronica (Verónica) (2017)
- Occhio per occhio (Quien a hierro mata) (2019)
- La abuela (2021)
- Sorella Morte  (Hermana muerte) (2023)

## Riconoscimenti
- Festival internazionale del cinema fantastico di Bruxelles
  - 2000 – Premio Canal+ Belgique Award per Abuelitos
- Cinénygma - Luxembourg International Film Festival
  - 2003 – Candidatura al Grand Prize of European Fantasy Film in Gold per Second Name
- Fantasia International Film Festival
  - 2004 – Premio della giuria come miglior film internazionale per I delitti della luna piena
- Sitges - Festival internazionale del cinema della Catalogna
  - 2002 – Gran premio European Fantasy Film in Silver per I delitti della luna piena